# PrettyMuch
Prettymuch, estilizada como PRETTYMUCH, foi uma boy band pop americana-canadense baseada em Los Angeles, Califórnia. O grupo foi composto por Brandon Arreaga, Edwin Honoret, Austin Porter, Zion Kuwonu e Nick Mara, que por sua vez, deixou o grupo em outubro de 2022. A boy band foi formada por Simon Cowell, em 2016, e encerrou suas atividades em 2023. 

## Carreira
Os membros do Prettymuch estavam seguindo carreiras solo até que o fundador da Syco Music, Simon Cowell, e o ex-presidente da etiqueta, Sonny Takhar, reuniram-nos em um grupo. Desde 2016, os membros do Prettymuch basearam-se em Los Angeles, onde eles compartilham uma casa na qual trabalharam em suas habilidades de dança além de gravar seu álbum de estréia. O álbum, lançado na Columbia Records e executivo produzido por Savan Kotecha, apresenta uma aparição convidada pelo French Montana em uma faixa e uma música escrita por Ed Sheeran.
Em 2017, Prettymuch ganhou atenção nas mídias sociais com suas canções cover e vídeos de dança, incluindo uma interpretação de "Attention" de Charlie Puth e atributos de coreografia para Michael Jackson e Bruno Mars. O single de estréia de Prettymuch, "Would You Mind", escrito por Savan Kotecha e Jacob Kasher, foi lançado em julho de 2017. Um mês depois, o grupo cantou a música no Teen Choice Awards 2017 e cantou uma versão a cappella no tapete vermelho no MTV Video Music Awards de 2017. Um vídeo musical para a música foi lançado em setembro. Dirigido por Emil Nava, ele retrata os membros dançando e saltando uns aos outros em becos vazios, juntamente com cenas de uma viagem que o grupo levou. O clipe foi inspirado em vídeos bandas de garotos do final da década de 1990 e início dos anos 2000, como o "We've Got It Goin 'On" de Backstreet Boys e o "I Want You Back" da NSYNC.
Em setembro de 2017, Prettymuch lançou o single Teacher.

## Discografia

### Extended plays
| Título           | Detalhes                                                                                        |
| ---------------- | ----------------------------------------------------------------------------------------------- |
| PrettyMuch an EP | - Lançamento: 19 de abril de 2018 - Label: Syco - Formatos: Download digital, streaming         |
| Phases - EP      | - Lançamento: 24 de maio de 2019 - Gravadora: Syco - Formatos: Download digital, streaming      |
| INTL:EP          | - Lançamento: 22 de novembro de 2019 - Gravadora : Syco - Formatos: Download digital, streaming |

### Singles
| Ano                                                                            | Canção                                      | Melhor posição nas tabelas musicas | Melhor posição nas tabelas musicas | Melhor posição nas tabelas musicas | Álbum                          |
| Ano                                                                            | Canção                                      | EUA Pop                            | NZL Hot                            | Reino Unido                        | Álbum                          |
| ------------------------------------------------------------------------------ | ------------------------------------------- | ---------------------------------- | ---------------------------------- | ---------------------------------- | ------------------------------ |
| 2017                                                                           | "Would You Mind"                            | 40                                 | —                                  | 100                                | Não adicionando à nenhum álbum |
| 2017                                                                           | "Teacher"                                   | —                                  | —                                  | —                                  | Não adicionando à nenhum álbum |
| 2017                                                                           | "Open Arms"                                 | —                                  | —                                  | —                                  | Não adicionando à nenhum álbum |
| 2017                                                                           | "No More" (com com part. de French Montana) | —                                  | —                                  | 77                                 | Não adicionando à nenhum álbum |
| 2018                                                                           | "Hello"                                     | —                                  | —                                  | —                                  | PrettyMuch an EP               |
| 2018                                                                           | "10,000 Hours"                              | —                                  | —                                  | —                                  | PrettyMuch an EP               |
| 2018                                                                           | "Healthy"                                   | —                                  | —                                  | —                                  | PrettyMuch an EP               |
| 2018                                                                           | "On My Way"                                 | —                                  | —                                  | —                                  | PrettyMuch an EP               |
| 2018                                                                           | "Summer On You"                             | 49                                 | —                                  | —                                  | Não adicionando à nenhum álbum |
| 2018                                                                           | "Solita" (com part. de Rich the Kid)        | —                                  | —                                  | —                                  | Não adicionando à nenhum álbum |
| 2018                                                                           | "Real Friends"                              | —                                  | —                                  | —                                  | Não adicionando à nenhum álbum |
| 2018                                                                           | "Jello"                                     | —                                  | 34                                 | —                                  | Não adicionando à nenhum álbum |
| 2019                                                                           | "Blind"                                     | —                                  | —                                  | —                                  | Não adicionando à nenhum álbum |
| 2019                                                                           | "Phases"                                    | —                                  | 26                                 | —                                  | Phases EP                      |
| 2019                                                                           | "Gone 2 Long"                               | —                                  | —                                  | —                                  | Phases EP                      |
| 2019                                                                           | "Eyes Off You"                              |                                    |                                    |                                    | Phases EP                      |
| 2019                                                                           | "4U"                                        |                                    |                                    |                                    | Phases EP                      |
| 2019                                                                           | "One Shot"                                  |                                    |                                    |                                    | Phases EP                      |
| 2019                                                                           | "Temporary Heart"                           |                                    |                                    |                                    |                                |
| 2019                                                                           | "Lying" (com com part. de Lil Tjay)         | —                                  | 19                                 | —                                  | Não adicionado à nenhum álbum  |
| 2019                                                                           | "Rock Witchu"                               | —                                  | —                                  | —                                  | Não adicionado à nenhum álbum  |
| 2019                                                                           | "Me Necesita" (com CNCO)                    | —                                  | —                                  | —                                  | INTL:EP                        |
| 2019                                                                           | "Up to You" (com NCT Dream)                 | —                                  | —                                  | —                                  | INTL:EP                        |
| 2019                                                                           | "The Weekend" (com Luisa Sonza)             |                                    |                                    |                                    | INTL:EP                        |
| 2019                                                                           | "Love" (com Inigo Pascual)                  |                                    |                                    |                                    | INTL:EP                        |
| "—" denota canções que não entraram nas paradas ou não foram lançados no país. |                                             |                                    |                                    |                                    |                                |

## Prêmios e indicações
| Ano  | Prêmio                    | Categoria          | Indicação  | Resultado | Ref.   |
| ---- | ------------------------- | ------------------ | ---------- | --------- | ------ |
| 2018 | iHeart Radio Music Awards | Melhor Boyband     | PRETTYMUCH | Indicados | [ 18 ] |
| 2018 | MTV Video Music Awards    | Artista do Ano     | PRETTYMUCH | Indicados | [ 19 ] |
| 2018 | MTV Europe Music Awards   | Melhor Push        | PRETTYMUCH | Indicados | [ 20 ] |
| 2018 | MTV Europe Music Awards   | Melhor Grupo       | PRETTYMUCH | Indicados | [ 20 ] |
| 2019 | Teen Choice Awards        | Choice Music Group | PRETTYMUCH | Indicados | [ 21 ] |
| 2019 | MTV Video Music Awards    | Melhor Grupo       | PRETTYMUCH | Indicados | [ 22 ] |

## Turnês

### Artista principal
- PRETTYMUCH EVERYWHERE Tour (2018)
- FUNKTION Tour (2018)
- FOMO Tour (2019)

### Ato de aberturas
- Jack & Jack Tour (2017)
- Roxy Tour (2018)